# Alan Minter
Alan Sydney Minter (* 17. August 1951 in Penge, Kent; † 9. September 2020 in Guildford, Surrey) war ein britischer Profiboxer im Mittelgewicht, zweifacher Europameister und Weltmeister der WBA und WBC.

## Amateurkarriere
Minter zog nach Crawley in West Sussex, wo er einem dortigen Amateurboxclub beitrat und von Doug Bidwell trainiert wurde, der später auch noch sein Schwiegervater wurde und ihn selbst im Profilager weitertrainierte. 1970 nahm er an einem multinationalen Amateurturnier in den Niederlanden teil, gewann die Silbermedaille und wurde trotz des 2. Platzes zum besten Boxer des Turniers gewählt.
Bei der 1. Junioren-Europameisterschaft in Ungarn 1970, schied er jedoch im ersten Kampf gegen Wjatscheslaw Lemeschew (Olympiasieger und zweifacher Europameister) aus.
1971 wurde er Britischer Meister im Mittelgewicht und nahm an der 19. Europameisterschaft in Spanien teil, wo er im Viertelfinale Hans-Joachim Brauske unterlag.
Bei den Olympischen Sommerspielen 1972 in München, erreichte er den 3. Platz im Halbmittelgewicht. Nach Siegen über Reggie Ford aus Ghana (K. o.), Valery Tregubov aus Russland (5:0) und Loucif Hanmani aus Algerien (4:1), zog er ins Halbfinale ein. Dort verlor er schließlich umstritten durch Mehrheitsentscheidung (2:3) gegen den späteren Goldmedaillengewinner Dieter Kottysch aus Deutschland und musste sich daher mit der Bronzemedaille begnügen.
Da er unbedingt international erfolgreich werden, aber nicht erneut vier Jahre auf die nächste Olympiade warten wollte, entschloss er sich, Profi zu werden.

## Anfänge der Profikarriere
Seinen ersten Profikampf absolvierte er am 31. Oktober 1972 gegen Maurice Thomas und gewann durch technischen K. o. in Runde 6. Bis Mai 1973 folgten zehn Siege in Folge gegen starke Aufbaugegner, davon sieben durch Knockout. Zu den besiegten Gegnern zählten der österreichische Meister Anton Schnedl, der spätere Waliser Meister Mike McCluskie, sowie die englischen Meister Pat Dwyer und Harry Scott.
Seine erste Niederlage erlitt er schließlich am 5. Juni 1973 gegen Don McMillan, als der Kampf wegen eines Cuts an Minters Auge abgebrochen wurde. Sein Gegner wurde daraufhin zum Sieger durch technischen K. o. erklärt. Nach zwei folgenden Siegen gegen schwache Aufbaugegner stieg er Ende Oktober 1973 gegen Jan Magdziarz in den Ring. Dieser Gegner, der nie über die Region hinaus erfolgreich werden konnte, erwies sich für Minter jedoch als unüberwindbares Hindernis. Bis Oktober 1974 boxte er in der Royal Albert Hall dreimal gegen Magdziarz, wobei er zweimal durch technischen K. o. verlor und der dritte Kampf wegen zu schwacher Leistung beider Boxer ohne Wertung endete.

## Britischer Meister und Europameister
Nach fünf Siegen in Folge wurde er am 4. November 1975 durch Punktesieg über 15 Runden gegen Kevin Finnegan, britischer Meister im Mittelgewicht. Seinen Titel verteidigte er erfolgreich gegen Billy Knight und bei einem Rückkampf gegen Kevin Finnegan, ehe er den Titel niederlegte, um den amtierenden Europameister Germano Valsecchi herausfordern zu können. Am 4. Februar 1977 wurde er schließlich neuer Europameister im Mittelgewicht, nachdem er Valsecchi in Runde 5 k. o. geschlagen hatte. Doch schon bei der ersten Titelverteidigung am 21. September 1977 gegen Gratien Tonna verlor er seinen Titel verletzungsbedingt durch technischen K. o. in Runde 8.
Am 8. November 1977 wurde er erneut britischer Meister im Mittelgewicht, nachdem er erneut Kevin Finnegan hatte bezwingen können. Auch diesmal legte er den Titel nieder, um sich den vakanten Europameistertitel zu sichern. Am 19. Juli 1978 stieg er gegen den Italiener Angelo Jacopucci in den Ring und gewann durch K. o. in Runde 12. Jacopucci lag anschließend im Koma und verstarb am 22. Juli 1978 aufgrund der im Kampf erlittenen Verletzungen. Der Ringarzt wurde später wegen Totschlags verurteilt, da er nach Ansicht des Gerichtes den Kampf schon vorzeitig hätte abbrechen müssen. Vier Monate später verteidigte Minter seinen Europatitel gegen Gratien Tonna und legte anschließend den Titel nieder, um den amtierenden Weltmeister Vito Antuofermo herausfordern zu können.

## Weltmeister der WBA und WBC
1980 waren die WBA und die WBC die einzigen beiden anerkannten Weltverbände. Antuofermo hielt zu diesem Zeitpunkt beide Titel, weshalb es für Minter um den Titel des Superchampion ging. Der Kampf wurde, wie damals für Titelkämpfe üblich, auf 15 Runden festgesetzt und am 16. März 1980 im Caesars Palace von Las Vegas ausgetragen. Der Kampf ging über die volle Rundenzahl und endete mit einer geteilten Punktentscheidung zu Gunsten von Alan Minter (144–141, 149–137, 143–145). Jedoch kam es nach dem Kampf zu Streitereien und Unstimmigkeiten, da trotz Teilnahme eines britischen Sportlers ein Brite als einer der drei Punktrichter eingesetzt wurde und Antuofermo genau von diesem die wenigsten Punkte erhalten hatte. Sogar von der britischen Presse wurde dem Richter vorgeworfen, nicht neutral gehandelt zu haben.
Aufgrund dessen wurde ein Rückkampf vereinbart, der am 28. Juni in der Wembley Arena in London ausgetragen wurde. Doch nun zeigte Minter eindeutig, wer der neue Champion im Mittelgewicht war, beherrschte den Kampf von Anfang an und besiegte den Italiener durch technischen K. o. in Runde 8. Diesmal hatte Minter auch bei allen drei Punktrichtern einstimmig in Führung gelegen.
Am 27. September 1980 kam es zum Titelverteidigungskampf gegen den US-Amerikaner Marvin Hagler, ebenfalls ausgetragen in der Wembley Arena. Minter verlor diese Begegnung durch technischen K. o. in Runde 3, da der Ringrichter den Kampf wegen einer Verletzung über Minters linkem Auge abbrach. Vor dem Kampf hatte Minter gesagt, er wolle seinen "Titel nicht an einen schwarzen Mann verlieren" (Original: "I don’t want to lose my title to a black man.") Anschließend attackierten Zuschauer den Boxring mit Wurfgeschossen, woraufhin beide Boxer von der Polizei aus dem Ring geleitet werden mussten. Hagler soll das besondere Ziel dieser Angriffe gewesen sein. Zusätzlich wurde vermutet, dass die Attacken des Publikums, unter dem sich Mitglieder der rechtsextremen National Front befunden haben sollen, ein rassistisches Motiv hatten.
Minter versuchte anschließend im September 1981 ein drittes Mal Europameister zu werden, scheiterte jedoch durch technischen K. o. in Runde 3 gegen den amtierenden Meister Tony Sibson, woraufhin er seine Profikarriere beendete.
Alan Minter starb im September 2020 im Alter von 69 Jahren an den Folgen einer Krebserkrankung.

## Erfolge im Überblick
Amateur
- 1971: Britischer Meister im Mittelgewicht
- 1972: Bronzemedaille im Halbmittelgewicht bei den Olympischen Sommerspielen

Profi
- 1975, 1976 und 1977: Britischer Meister im Mittelgewicht
- 4. Februar 1977 bis 21. September 1977: Europameister im Mittelgewicht
- 19. Juli 1978: Europameister im Mittelgewicht (Titel niedergelegt, um für den WM-Titel zu boxen)
- 16. März 1980 bis 27. September 1980: Weltmeister im Mittelgewicht aller Verbände (WBA und WBC)

Laut unabhängiger BoxRec-Rangliste gehört er zu den 15 erfolgreichsten Mittelgewichtsboxern Europas aller Zeiten.